# Hugh Walpole
Hugh Seymour Walpole (13 de marzo de 1884 - 1 de junio de 1941) fue un novelista y cuentista inglés.

## Biografía
Nació en Auckland, Nueva Zelanda, y se educó en Inglaterra, primero en el King's School, Canterbury, y más tarde en el Emmanuel College de Cambridge. Trabajó como profesor antes de convertirse en escritor a tiempo completo. Su primera novela fue The Wooden Horse (1909), y Fortitude (1913) su primer éxito. Trabajó para la Cruz Roja en Rusia, durante la I Guerra Mundial, experiencia que inspiró sus novelas The Dark Forest (1916) y The Secret City (1919). Con esta última obtuvo el primer premio James Tait Black Memorial Prize que se concedió.
Walpole vivió en Brackenburn Lodge, en el Lake District (noroeste de Inglaterra) desde 1924 hasta su muerte. Allí escribió sus obras más importantes, incluyendo la saga The Herries Chronicles (Rogue Herries (1930), Judith Paris (1931), The Fortress (1932) y Vanessa (1933). Otra novela de esta saga, The Church in the Snow, fue publicada en The Queen's Book of the Red Cross. Farthing Hall (1929) fue escrita en colaboración con J. B. Priestley.
Las obras de Walpole llegaron a ser muy populares, reportándole pingües ingresos. Fue un trabajador infatigable que abrazó una variedad de géneros. Escribió cuentos, novelas infantiles (Mr Perrin and Mr Traill, 1911, y la trilogía de Jeremy) donde exploraba en la psicología de la niñez; escribió asimismo novela y cuento de terror (Portrait of a Man with Red Hair, 1925, y The Killer & The Slain, 1942); biografías, como las de Joseph Conrad (1916), James Branch Cabell (1920) y Anthony Trollope (1928); algunas obras de teatro, y también fue autor del guion para la película de George Cukor David Copperfield (1935). Fue miembro del Detection Club y contribuyó a un serial de la BBC (1930) elaborado por escritores de misterio inscritos en dicho club, y que fue publicado en 1983 como The Scoop and Behind the Screen.
Entre su obra breve cabe destacar "El fantasmita", uno de los más hermosos cuentos de fantasmas escritos jamás.
Fue nombrado Sir en 1937. Murió mientras trabajaba como voluntario durante la II Guerra Mundial.
Walpole fue miembro clave de la camarilla de artistas homosexuales londinenses en los años 30, junto a Noel Coward e Ivor Novello. El poeta W. H. Auden lo visitó con asiduidad en esos años. 

## Obra
Novelas
- The Wooden Horse (1909)
- Marradick At Forty (1911)
- Mr. Perrin and Mr. Traill (1911)
- The Prelude to Adventure (1912)
- Fortitude (1913)
- The Duchess Of Wrexe (1914)
- The Golden Scarecrow (1915)
- The Dark Forest (1916)
- Green Mirror (1917)
- Jeremy (1919)
- The Secret City (1919)
- The Captives (Con J. B. Priestley, 1920)
- The Young Enchanted (1921)
- The Cathedral (1922)
- Jeremy and Hamlet (1923)
- The Old Ladies (1924)
- Portrait of a Man with Red Hair (1925)
- Harmer John: An unwordly Story (1926)
- Wintersmoon (1927)
- Jeremy at Crale (1927)
- Farthing Hall (1929) (with J B Priestley)
- Hans Frost (1929)
- Herries Chronicles
  - Rogue Herries (1930)
  - Judith Paris (1931)
  - The Fortress (1932)
  - Vanessa (1933)
- Above The Dark Tumult: An Adventure (1931)
- Above the Dark Circus (1931)
- Captain Nicholas (1934)
- The Inquisitor (1935)
- A Prayer for My Son (1936)
- John Cornelius (1937)
- The Joyful Delaneys (1938)
- The Sea Tower (1939)
- The Haxtons (1939)
- Roman Fountain (1940)
- The Bright Pavilions (1940)
- The Blind Mans House: A Quiet Story (1941)
- The Killer and the Slain: A Strange Story (1942)
- Katherine Christian (1944)

Libros de cuentos
- The Silver Thorn: A Book of Stories (1907)
- The Thirteen Travellers (1921)
- All Souls' Night (1933)
- Head in Green Bronze: And Other Stories (1938)
- Mr Huffam: And Other Stories (1948)

Biografías
- Joseph Conrad (1916)
- James Branch Cabell (1920)
- Anthony Trollope (1928)

En antologías
- A Second Century of Creepy Stories (1930)
- The Scoop and Behind the Screen (1983)